# Волка
Во́лка (бел. Во́лка) — река в Белоруссии, протекает по Гродненской и Минской областям, левый приток Березины (бассейн Немана). Длина реки — 36 км, площадь водосборного бассейна — 391 км², средний наклон водной поверхности — 0,8 м/км, расход воды в устье — 2,9 м³/с.
Начинается в 2,5 км к западу от хутора Рудня (Воложинский район Минской области). Всё течение реки проходит по Налибокской пуще, среди сильно заболоченного леса. Населённых пунктов на реке нет, в среднем течении перетекает на территорию Ивьевского района Гродненской области.
Долина невыразительная. Пойма узкая, заболоченная, под лесом и кустарником; ширина поймы 10-15 м, в среднем и нижнем течении до 200 м. Русло извилистое, разветвлённое в среднем течении, на протяжении 5 км от истока канализовано; ширина в межень в верховье 1-3 м, ниже 3-8 м. Берега крутые, обрывистые, невысокие.
Река собирает большое количество мелких притоков, текущих из болот Налибокской пущи. Крупнейший приток, Изледь, река принимает слева за несколько сот метров до впадения в Березину.